# Caroline May
Caroline May (nascida Croydon, Inglaterra, em 1820; falecida em 5 de março de 1895) foi poeta, editora e crítica literária americana de descendência inglesa.
A família de May chegou aos Estados Unidos com 14 anos, quando seu pai, Edward Harrison May Sênior, aceitou um cargo de pastor de uma igreja reformada holandesa em Nova York. Ela começou a publicar poemas, inicialmente sob o pseudônimo "Caromaia". Em 1848 ela editou American Female Poets, com críticas biográficas e críticas , que coletou poemas e informações sobre muitas poetas americanas da época. Vários trabalhos semelhantes foram publicados no mesmo ano, e uma disputa literária se seguiu entre maio e Rufus Griswold, o editor da Female Poets of America. Mais tarde, ela editou várias outras antologias e pelo menos três coleções de sua poesia. Após a morte de seu pai, na [[Filadélfia, em 1853, ela viveu em Pelham , Nova York, onde ela ensinou na Priory School for Girls.
Seu irmão mais novo Edward Harrison May Jr. foi um pintor notável que passou a maior parte de sua vida em Paris.

## Obras
- American Female Poets, with Biographical and Critical Notices (ed., 1848), republicadas em 1869 como Pearls From the American Female Poets.
- Treasured Thoughts from Favorite Authors' '(ed., 1850)
- The Woodbine,  a Holiday Gift (ed., 1852)
- Poems (1864)
- Hymns on the Collects for Every Sunday in the Year (1872)
- Lays of Memory and Affection (1888)